# Barczewo
Barczewo (în poloneză, în trecut, Wartembork, în germană Wartenburg in Ostpreußen, în lituaniană Vartėnai) este un oraș în județul Olsztyn, voievodatul Varmia și Mazuria, Polonia.